# Гнатюк Любов Антонівна
Любов Антонівна Гнатюк (псевдо: Біла, Верба, Квітка, Русалка; нар. 1921, Гаразджа, Луцький район, Волинська область – пом. 25 липня 1945, Тоболи, Камінь-Каширський район, Волинська область) – діячка ОУН та УПА, лицарка Срібного хреста заслуги УПА.

## Життєпис
Народилася в селянській сім’ї. Вступила до ОУН.   
У вересні 1940 року, остерігаючись арешту органами НКВС, перейшла на нелегальне становище. Провідниця жіночої сітки Ковельського окружного (1941-1943), Волинського обласного (1943-?) проводів ОУН, шеф відділу УЧХ ВО «Турів» (08.1943-11.1944), шеф відділу УЧХ ЗГ № 33 (1 листопада 1944-?), провідниця жіночої сітки ОУН Північно-західного краю «Москва» (1944-1945).   
Загинула в бою з внутрішніми військами НКВС.  

## Нагороди
- Згідно з Постановою УГВР віл 8.10.1945 р. і Наказом Головного військового штабу УПА ч. 4/45 від 11.10.1945 р. керівниця УЧХ ВО «турів» УПА-Північ Любов Гнатюк – «Біла» нагороджена Срібним хрестом заслуги УПА.

## Вшанування пам'яті
- 18.04.2018 р. від імені Координаційної ради з вшанування пам’яті нагороджених Лицарів ОУН і УПА у смт. Колки Маневицького р-ну Волинської обл. Срібний хрест заслуги УПА (№ 042) переданий на зберігання у Волинський краєзнавчий музей.